# Paradise State of Mind
Paradise State of Mind es el cuarto álbum de estudio de la banda estadounidense de indie pop Foster the People. Fue lanzado oficialmente el 16 de agosto de 2024 a través de Atlantic Records, siendo el primero bajo este sello. Es el primer álbum de estudio de la banda desde Sacred Hearts Club en 2017, aunque lanzaron varios sencillos y EPs entre medio. El álbum se inspira en el paisaje musical de finales de los años setenta con elementos de disco, funk, góspel y jazz. El primer sencillo, con tonos de disco, "Lost in Space", se lanzó el 31 de mayo de 2024. Es el primer álbum de la banda que no cuenta con su baterista Mark Pontius después de su salida de la banda en octubre de 2021. También es el último álbum de la banda que cuenta con el guitarrista Sean Cimino, ya que dejó la banda tres meses antes del lanzamiento del álbum.

## Lista de canciones
| Lista de canciones de Paradise State of Mind |                            |             |          |  |
| N.º                                          | Título                     | Productores | Duración |  |
| 1.                                           | «See You in the Afterlife» | Foster      | 3:09     |  |
| 2.                                           | «Lost in Space»            | Foster      | 4:19     |  |
| 3.                                           | «Take Me Back»             | Foster      | 2:32     |  |
| 4.                                           | «Let Go»                   | Foster      | 4:34     |  |
| 5.                                           | «Feed Me»                  | Foster      | 3:40     |  |
| 6.                                           | «Paradise State of Mind»   | Epworth     | 4:48     |  |
| 7.                                           | «Glitchzig»                | Foster      | 5:28     |  |
| 8.                                           | «The Holy Shangri-La»      | Epworth     | 4:13     |  |
| 9.                                           | «Sometimes I Wanna Be Bad» | Foster      | 3:03     |  |
| 10.                                          | «Chasing Low Vibrations»   | Foster      | 3:24     |  |
| 11.                                          | «A Diamond to Be Born»     | Innis       | 4:25     |  |